# Feliks Chodakowski
Feliks Wikentjewicz Chodakowski (ros. Феликс Викентьевич Ходаковский, ur. 1 marca 1938 we wsi Nohaczowka w rejonie sławuckim, zm. 2 października 2022) – radziecki budowniczy, przodownik pracy i Bohater Pracy Socjalistycznej (1966).

## Życiorys
Urodził się w rodzinie budowniczego. W 1951 wraz z rodziną przeniósł się do miejscowości Czuna w obwodzie irkuckim, gdzie ojciec brał udział w budowie trasy Tajszet-Lena. Skończył 10 klas szkoły w Czunie, w 1959 ukończył z wyróżnieniem technikum budownictwa transportowego w Irkucku, a w 1964 zaoczne studia w Nowosybirskim Instytucie Inżynierów Transportu Kolejowego. Od 1959 pracował w truście budowlanym Angarstroj, biorąc udział w budowie m.in. trasy kolejowej Abakan-Tajszet i innych tras jako brygadzista, a także (w latach 70.) w budowie magistrali bajkalsko-amurskiej. Od 1975 do 1977 zarządzał trustem Bamstrojmechanizacija w Tyndzie, a od 1977 do maja 1985 trustem Niżnieangarsktransstroj w Siewierobajkalsku, w 1983 ukończył Akademię Gospodarki Narodowej ZSRR. W drugiej połowie lat 80. był sekretarzem Buriackiego Republikańskiego Komitetu KPZR ds. budownictwa, później przeniósł się do Tiumeni, gdzie zarządzał trustem Tiumeńtansstroj.

## Odznaczenia
- Medal Sierp i Młot Bohatera Pracy Socjalistycznej (12 kwietnia 1966)
- Order Lenina (trzykrotnie)
- Order Rewolucji Październikowej
- Order Czerwonego Sztandaru Pracy
- Order „Znak Honoru”
- Order Przyjaźni Narodów